# Zimne Kąty
Zimne Kąty (německy Kaltfuhr) je část vesnice Rudziczka v jižním Polsku, v Opolském vojvodství, v okrese Prudník, ve gmině Prudník. Historicky leží v Horním Slezsku, v Prudnickém kraji.
V letech 1975–1998 patřila obec administrativně k Opolskému vojvodství.

## Historie
V oblasti Zimne Kąty stál jednopatrový zámek s třípatrovou věží. K zámku náležel park a zahrada. Po druhé světové válce neměl věž. V letech 1959–1967 v něm sídlila Zemědělská a hospodářská škola s internátem. Na místě zbořené budovy byla postavena obytná budova.
Do roku 1742 patřila obec k prudnickému soudnímu okresu habsburské monarchie. Po první slezské válce se ocitla v hranicích Pruského království a stala se součástí Prudnického okresu v Pruském Slezsku. Po pruských a napoleonských válkách se město Prudnik zadlužilo. Proto v roce 1819 prodalo Zimne Kąty svídnickému obchodníkovi Höhlmannovi.
V roce 1921 spadala do působnosti plebiscitu v Horním Slezsku pouze část okresu Prudnik. Zimne Kąty se nacházely na západní straně, mimo plebiscitní oblast.
Dne 15. prosince 1949 dostala obec, tehdy administrativně spojená s Rudziczkou, polský název Zimne Kąty. Podle administrativního členění Opolského vojvodství k 31. srpnu 1964 patřily Zimne Kąty jako osada Rudziczky ke gromadě Rudziczka.
Do 1. ledna 2006 byly Zimne Kąty osadou. Podle vyhlášky ze dne 27. prosince 2005 se od 1. ledna 2006 stala součástí obce Rudziczka.

## Geografie
Ves leží v Opavské pahorkatině. Protéká jí potok Meszna.